# Hochheim am Main
Hochheim am Main is een plaats in de Duitse deelstaat Hessen, gelegen in de Main-Taunus-Kreis. De stad telt 18.143 inwoners.

## Geografie
Hochheim am Main heeft een oppervlakte van 19,43 km² en ligt in het centrum van Duitsland, iets ten westen van het geografisch middelpunt.

## Bezienswaardigheden
- Petrus en Pauluskerk

## Stadsdelen
- Hochheim
- Massenheim

Bad Soden am Taunus · Eppstein · Eschborn · Flörsheim am Main · Hattersheim am Main · Hochheim am Main · Hofheim am Taunus · Kelkheim · Kriftel · Liederbach am Taunus · Schwalbach am Taunus · Sulzbach